# Буряк Юрій Григорович (поет)
Ю́рій Григо́рович Буря́к (*24 березня 1951, Дніпро) — український поет, перекладач, мистецтвознавець і видавець.

## Життєпис
Народився 24 березня 1951 р. в Дніпрі. Закінчив філологічний факультет Дніпровського університету.
Член Національної спілки письменників України (1984).
Представник літературного покоління «сімдесятників». Автор низки поетичних збірок, серед яких «Струми», «Брук», «Tabula rasa», «Оріль», «Амальгама», «Коло навколо», «Не мертве море» та ін.
Переклав українською мовою давньобулгарські епоси Кул-Галі «Легенда про Юсуфа» (13 ст.), Шамсі Башту «Легенда про доньку Шана» (9 ст.), польських
класицистів Станіслава Трембецького та Яна Бровінського, поезії Ф. Тютчева, Б. Пастернака та О. Мандельштама, Езри Паунда, Константіноса Кавафіса, Йосипа Бродського, сучасних англійських поетів, зокрема Фіону Семпсон.
Поезії Буряка виходили в перекладах англійською, угорською, азербайджанською, грузинською, литовською, татарською, російською, чеською мовами.
У 2007—2016 роках — директор видавництва НСПУ «Український письменник».
Від 1991 — засновник і головний редактор альманаху «Хроніка-2000» та серії книжкових пам'яток «Українські пропілеї», «Ad fontes», «In corpore», «Світло світогляду»…

## Нагороди та премії
- Національна премія України імені Тараса Шевченка 2015 року — за книгу поезій «Не мертве море»[1]
- Лауреат премій ім. П. Усенка та ім. І. Огієнка, Є. Плужника, В. Сосюри, Д. Нитченка, Б. Нечерди.